# Wereldkampioenschappen atletiek 2005

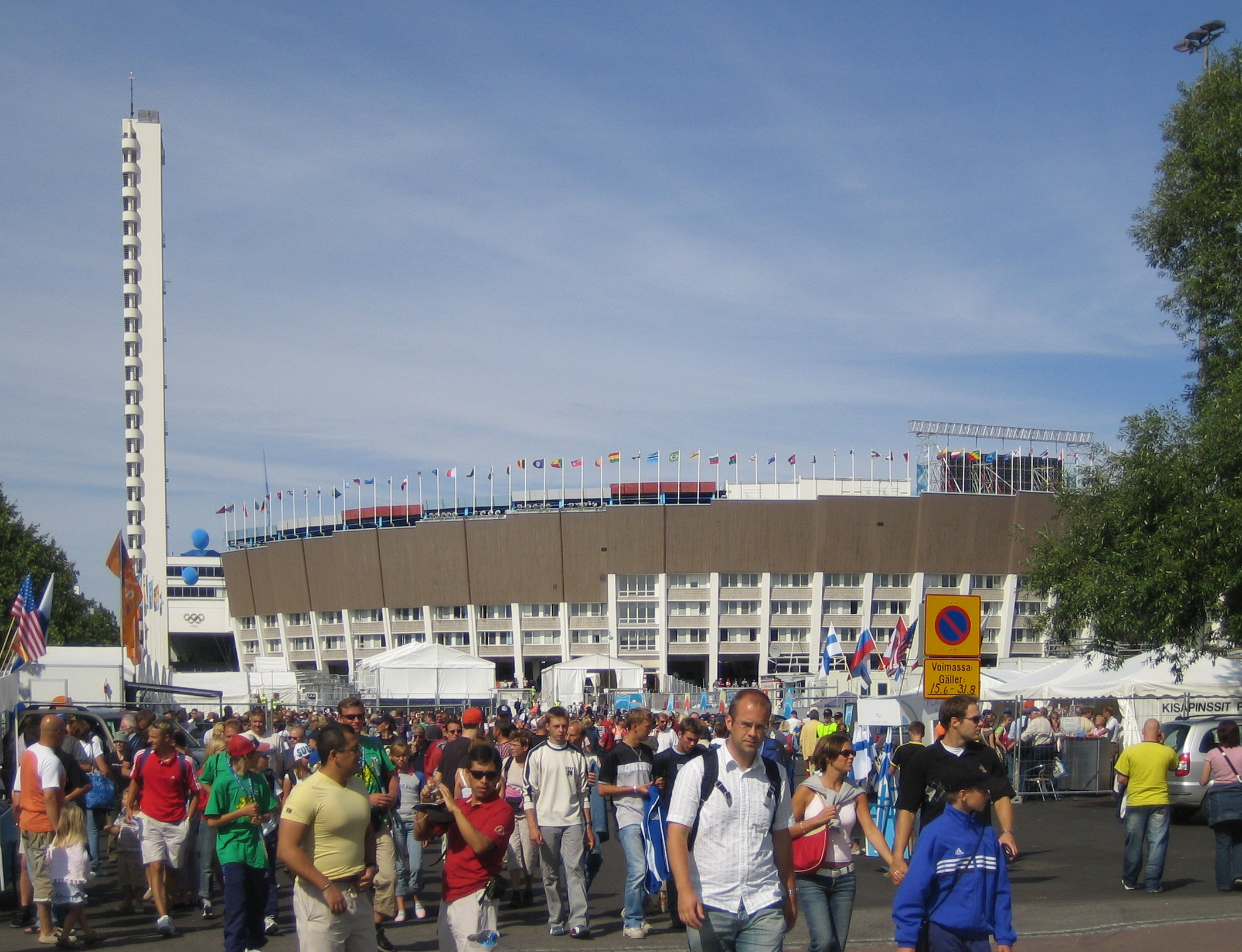
Helsinki Olympisch Stadion tijdens WK atletiek 2005.

De wereldkampioenschappen atletiek werden in 2005 in het olympisch stadion van het Finse Helsinki gehouden van 6 t/m 14 augustus. Slechte weersomstandigheden met veel regen tekenden deze tiende editie van de wereldkampioenschappen. Voor Nederland was het de succesvolste WK ooit met goud voor Rens Blom (polsstokhoogspringen) en zilver voor Rutger Smith (kogelstoten). Nagenoeg even interessant waren de andere twee finalisten Simon Vroemen (vijfde, 3000 m steeple) en Karin Ruckstuhl (achtste, zevenkamp). Dat terwijl finale-kandidaten als Kamiel Maase, Gert-Jan Liefers en Chiel Warners wegens blessures ontbraken. In het medailleklassement werd Nederland dertiende, tussen atletiekgrootheden Duitsland en Engeland.
Internationaal was het wereldrecord polsstokhoogspringen van Jelena Isinbajeva (5,01 m) het absolute hoogtepunt. Ook het snelwandelen kreeg zowaar wat aandacht na een nieuwe toptijd van Olimpiada Ivanova. En op de slotdag tekenden Osleidys Menéndez uit Cuba en de Duitse Christina Obergföll nog voor een wereld-, respectievelijk Europees record speerwerpen.
Een van de thema's bij dit kampioenschap waren de Paralympische sporten. Zo werden er wedstrijden gehouden in de onderdelen: 100 m rolstoel, 200 m rolstoel en speerwerpen voor rolstoelers. De Nederlander Kenny van Weeghel werd tweede op de eerste twee genoemde onderdelen.

## Deelnemers

### Nederlandse deelnemers
- Pascal van Assendelft
  - 4 x 100 m estafette - DSQ in series
- Judith Baarssen
  - 4 x 100 m estafette - DSQ in series
- Rens Blom
  - polsstokhoogspringen - 1e in de finale met 5,80 m
- Jeroen van Damme
  - marathon - 58 e in 2:29.22
- Guus Hoogmoed
  - 100 m - 7e in de kwartfinale met 10,51 s
  - 200 m - 6e in de kwartfinale met 21,26 s
- Marjolein de Jong
  - 400 m horden - 6e in de halve finale met 55,92 s
- Luc Krotwaar
  - marathon - 15e in 2:15.47
- Laurien Hoos
  - zevenkamp - DNF
- Annemarie Kramer
  - 4 x 100 m estafette - DSQ in series
- Eugène Martineau
  - tienkamp - DNF
- Arnoud Okken
  - 800 m - 5e in de series met 1.48,95
- Jacqueline Poelman
  - 4 x 100 m estafette - DSQ in series
- Karin Ruckstuhl
  - zevenkamp - 8e met 6174 p
- Gregory Sedoc
  - 110 m horden - 4e in de series met 14,24 s
- Rutger Smith
  - kogelstoten - 2e in de finale met 21,29 m
- Simon Vroemen
  - 3000 m steeplechase - 5e in de finale met 8.16,76
- Nadezhda Wijenberg
  - marathon - 38e in 2:39.36
- Marcel van der Westen
  - 110 m horden - 6e in de halve finale met 13,63 s
- Kenny van Weeghel
  - 100 m rolstoel - 2e in de finale met 14,19 s
  - 200 m rolstoel - 2e in de finale met 25,80 s

### Belgische deelnemers
- Kristof Beyens
  - 200 m - 7e in de kwartfinale met 21,43 s
- Nancy Callaerts
  - 4 x 100 m estafette - 3e in series met 43,40 s
- Stephanie De Croock
  - 3000 m steeplechase - 8e in de series met 9.54,78
- Katleen De Caluwé
  - 4 x 100 m estafette - 3e in series met 43,40 s
- Veerle Dejaeghere
  - 5000 m - 11e in de series met 15.47,01
- Pieter Desmet
  - 3000 m steeplechase - 13e in de series met 8.48,05
- Kim Gevaert
  - 100 m - 7e in de halve finale met 11,30 s
  - 200 m - 7e in de finale met 22,86 s
  - 4 x 100 m estafette - 3e in series met 43,40 s
- Tia Hellebaut
  - hoogspringen - 6e in de finale met 1,93 m
- Joeri Jansen
  - 1500 m - 12e in de halve finale met 3.44,88
- Krijn Van Koolwijk
  - 3000 m steeplechase - 7e in de series met 8.28,92
- Mohammed Mourhit
  - 5000 m - 9e in de series met 13.22,87
- Élodie Ouédraogo
  - 4 x 100 m estafette - 3e in series met 43,40 s
- Kevin Rans
  - polsstokhoogspringen - 10e in de finale met 5,35 m
- Cédric Van Branteghem
  - 400 m - 5e in de series met 46,42 s
- Jo Van Daele
  - discuswerpen - 8e in de kwalificatieronde met 61,12 m
- Frédéric Xhonneux
  - tienkamp - 14e met 7616 p

### Nederlandse Antillen
- Jairo Duzant
  - 4 x 100 m estafette - 6e in de finale met 38,45 s
- Geronimo Goeloe
  - 4 x 100 m estafette - 6e in de finale met 38,45 s
- Churandy Martina
  - 100 m - 6e in de kwartfinale met 10,48 s
  - 4 x 100 m estafette - 6e in de finale met 38,45 s
- Charlton Rafaela
  - 4 x 100 m estafette - 6e in de finale met 38,45 s

## Uitslagen

### 100 m
| Rang | Land | Atleet           | Tijd      |
| ---- | ---- | ---------------- | --------- |
| 1    | USA  | Justin Gatlin    | 9,88 (SB) |
| 2    | JAM  | Michael Frater   | 10,05     |
| 3    | SKN  | Kim Collins      | 10,05     |
| 4    | POR  | Francis Obikwelu | 10,07     |
| 5    | JAM  | Dwight Thomas    | 10,09     |
| 6    | USA  | Leonard Scott    | 10,13     |
| 7    | TRI  | Marc Burns       | 10,14     |
| 8    | GHA  | Aziz Zakari      | 10,20     |

| Rang | Land | Atleet               | Tijd       |
| ---- | ---- | -------------------- | ---------- |
| 1    | USA  | Lauryn Williams      | 10,93      |
| 2    | JAM  | Veronica Campbell    | 10,95 (SB) |
| 3    | FRA  | Christine Arron      | 10,98      |
| 4    | BAH  | Chandra Sturrup      | 11,09      |
| 5    | USA  | Me'Lisa Barber       | 11,09      |
| 6    | JAM  | Sherone Simpson      | 11,09      |
| 7    | USA  | Muna Lee             | 11,09 (SB) |
| 8    | BLR  | Joelija Nestsjarenka | 11,13      |

### 200 m
| Rang | Land | Atleet            | Tijd       |
| ---- | ---- | ----------------- | ---------- |
| 1    | USA  | Justin Gatlin     | 20,04      |
| 2    | USA  | Wallace Spearmon  | 20,20      |
| 3    | USA  | John Capel        | 20,31 (SB) |
| 4    | USA  | Tyson Gay         | 20,34      |
| 5    | MRI  | Stéphane Buckland | 20,41      |
| 6    | AUS  | Patrick Johnson   | 20,58      |
| 7    | GER  | Tobias Unger      | 20,81      |
| 8    | JAM  | Usain Bolt        | 26,27      |

| Rang | Land | Atleet               | Tijd       |
| ---- | ---- | -------------------- | ---------- |
| 1    | USA  | Allyson Felix        | 22,16      |
| 2    | USA  | Rachelle Boone-Smith | 22,31      |
| 3    | FRA  | Christine Arron      | 22,31 (SB) |
| 4    | JAM  | Veronica Campbell    | 22,38      |
| 5    | USA  | LaTasha Colander     | 22,66      |
| 6    | RUS  | Joelia Goesjtsjina   | 22,75      |
| 7    | BEL  | Kim Gevaert          | 22,86      |
| 8    | CAY  | Cydonie Mothersille  | 23,00      |

### 400 m
| Rang | Land | Atleet            | Tijd       |
| ---- | ---- | ----------------- | ---------- |
| 1    | USA  | Jeremy Wariner    | 43,93 (WL) |
| 2    | USA  | Andrew Rock       | 44,35 (PB) |
| 3    | CAN  | Tyler Christopher | 44,44 (NR) |
| 4    | BAH  | Chris Brown       | 44,48 (PB) |
| 5    | GBR  | Timothy Benjamin  | 44,93      |
| 6    | JAM  | Brandon Simpson   | 45,01      |
| 7    | USA  | Darold Williamson | 45,12      |
| 8    | AUS  | John Steffensen   | 45,46      |

| Rang | Land | Atleet                   | Tijd       |
| ---- | ---- | ------------------------ | ---------- |
| 1    | BAH  | Tonique Williams-Darling | 49,55 (SB) |
| 2    | USA  | Sanya Richards           | 49,74      |
| 3    | MEX  | Ana Guevara              | 49,81 (SB) |
| 4    | RUS  | Svetlana Pospelova       | 50,11      |
| 5    | USA  | DeeDee Trotter           | 51,14      |
| 6    | RUS  | Olesja Zykina            | 51,24      |
| 7    | USA  | Monique Henderson        | 51,77      |
| 8    | SEN  | Amy Mbacke Thiam         | 52,22      |

### 800 m
| Rang | Land | Atleet             | Tijd         |
| ---- | ---- | ------------------ | ------------ |
| 1    | BRN  | Rashid Ramzi       | 1.44,24 (PB) |
| 2    | RUS  | Joeri Borzakovski  | 1.44,51      |
| 3    | KEN  | William Yiampoy    | 1.44,55      |
| 4    | KEN  | Wilfred Bungei     | 1.44,98      |
| 5    | ALG  | Djabir Saïd-Guerni | 1.45,31      |
| 6    | FRA  | Mehdi Baala        | 1.45,32      |
| 7    | BRN  | Belal Mansoor Ali  | 1.45,55      |
| 8    | CAN  | Gary Reed          | 1.46,20      |

| Rang | Land | Atleet               | Tijd    |
| ---- | ---- | -------------------- | ------- |
| 1    | CUB  | Zulia Calatayud      | 1.58,82 |
| 2    | MAR  | Hasna Benhassi       | 1.59,42 |
| 3    | RUS  | Tatjana Andrianova   | 1.59,60 |
| 4    | MOZ  | Maria Mutola         | 1.59,71 |
| 5    | ESP  | Mayte Martínez       | 1.59,99 |
| 6    | RUS  | Larisa Tsjzjao       | 2.00,25 |
| 7    | RUS  | Svetlana Tsjerkasova | 2.00,71 |
| 8    | USA  | Hazel Clark          | 2.01,52 |

### 1500 m
| Rang | Land | Atleet              | Tijd         |
| ---- | ---- | ------------------- | ------------ |
| 1    | BRN  | Rashid Ramzi        | 3.37,88      |
| 2    | MAR  | Adil Kaouch         | 3.38,00 (SB) |
| 3    | POR  | Rui Silva           | 3.38,02      |
| 4    | UKR  | Ivan Hesjko         | 3.38,71      |
| 5    | ESP  | Arturo Casado       | 3.39,45      |
| 6    | ESP  | Juan Carlos Higuero | 3.40,34      |
| 7    | KEN  | Alex Kipchirchir    | 3.40,43      |
| 8    | ALG  | Tarek Boukensa      | 3.41,01      |

| Rang | Land | Atleet            | Tijd         |
| ---- | ---- | ----------------- | ------------ |
| 1    | RUS  | Tatjana Tomasjova | 4.00,35 (SB) |
| 2    | RUS  | Olga Jegorova     | 4.01,46      |
| 3    | FRA  | Bouchra Ghezielle | 4.02,45      |
| 4    | RUS  | Jelena Soboleva   | 4.02,48      |
| 5    | BRN  | Maryam Jamal      | 4.02,49      |
| 6    | ESP  | Natalia Rodríguez | 4.03,06 (SB) |
| 7    | POL  | Anna Jakubczak    | 4.03,38 (SB) |
| 8    | ETH  | Gelete Burka      | 4.04,77 (PB) |

### 5000 m
| Rang | Land | Atleet         | Tijd     |
| ---- | ---- | -------------- | -------- |
| 1    | KEN  | Benjamin Limo  | 13.32,55 |
| 2    | ETH  | Sileshi Sihine | 13.32,81 |
| 3    | AUS  | Craig Mottram  | 13.32,96 |
| 4    | KEN  | Eliud Kipchoge | 13.33,04 |
| 5    | ALG  | Ali Saïdi-Sief | 13.33,25 |
| 6    | KEN  | John Kibowen   | 13.33,77 |
| 7    | ETH  | Tariku Bekele  | 13.34,76 |
| 8    | ETH  | Dejene Birhanu | 13.34,98 |

| Rang | Land | Atleet                    | Tijd          |
| ---- | ---- | ------------------------- | ------------- |
| 1    | ETH  | Tirunesh Dibaba           | 14.38,59 (KR) |
| 2    | ETH  | Meseret Defar             | 14.39,54      |
| 3    | ETH  | Ejegayehu Dibaba          | 14.42,47      |
| 4    | ETH  | Meselech Melkamu          | 14.43,47      |
| 5    | CHN  | Xing Huina                | 14.43,64 (PB) |
| 6    | TAN  | Zakia Mrisho Mohamed      | 14.43,87 (NR) |
| 7    | KEN  | Priscah Jepleting Cherono | 14.44,00 (PB) |
| 8    | KEN  | Isabella Ochichi          | 14.45,14 (PB) |

### 10.000 m
| Rang | Land | Atleet            | Tijd          |
| ---- | ---- | ----------------- | ------------- |
| 1    | ETH  | Kenenisa Bekele   | 27.08,33      |
| 2    | ETH  | Sileshi Sihine    | 27.08,87      |
| 3    | KEN  | Moses Mosop       | 27.08,96 (PB) |
| 4    | UGA  | Boniface Kiprop   | 27.10,98 (SB) |
| 5    | KEN  | Martin Mathathi   | 27.12,51      |
| 6    | ERI  | Zersenay Tadese   | 27.12,82 (NR) |
| 7    | ETH  | Abebe Dinkesa     | 27.13,09      |
| 8    | MAR  | Abderrahim Goumri | 27.14,64      |

| Rang | Land | Atleet            | Tijd          |
| ---- | ---- | ----------------- | ------------- |
| 1    | ETH  | Tirunesh Dibaba   | 30.24,02      |
| 2    | ETH  | Berhane Adere     | 30.25,41 (SB) |
| 3    | ETH  | Ejegayehu Dibaba  | 30.26,00      |
| 4    | CHN  | Xing Huina        | 30.27,18 (SB) |
| 5    | KEN  | Edith Masai       | 30.30,26 (NR) |
| 6    | ETH  | Werknesh Kidane   | 30.32,47      |
| 7    | CHN  | Sun Yingjie       | 30.33,53 (SB) |
| 8    | RUS  | Galina Bogomolova | 30.33,75 (SB) |

### Marathon
| Rang | Land | Atleet             | Tijd         |
| ---- | ---- | ------------------ | ------------ |
| 1    | MAR  | Jaouad Gharib      | 2:10.10      |
| 2    | TAN  | Christopher Isegwe | 2:10.21 (PB) |
| 3    | JPN  | Tsuyoshi Ogata     | 2:11.16 (SB) |
| 4    | JPN  | Toshinari Takaoka  | 2:11.53      |
| 5    | TAN  | Samson Ramadhani   | 2:12.08 (SB) |
| 6    | UGA  | Alex Malinga       | 2:12.12 (NR) |
| 7    | KEN  | Paul Biwott        | 2:12.39      |
| 8    | ESP  | Julio Rey          | 2:12.51      |

| Rang | Land | Atleet              | Tijd         |
| ---- | ---- | ------------------- | ------------ |
| 1    | GBR  | Paula Radcliffe     | 2:20.57 (KR) |
| 2    | KEN  | Catherine Ndereba   | 2:22.01 (SB) |
| 3    | ROU  | Constantina Tomescu | 2:23.19      |
| 4    | ETH  | Derartu Tulu        | 2:23.30 (PB) |
| 5    | CHN  | Zhou Chunxiu        | 2:24.12      |
| 6    | JPN  | Yumiko Hara         | 2:24.20      |
| 7    | KEN  | Rita Jeptoo         | 2:24.22 (PB) |
| 8    | JPN  | Harumi Hiroyama     | 2:25.46 (SB) |

### 20 km snelwandelen
| Rang | Land | Atleet                     | Tijd         |
| ---- | ---- | -------------------------- | ------------ |
| 1    | ECU  | Jefferson Pérez            | 1:18.35 (SB) |
| 2    | ESP  | Francisco Javier Fernández | 1:19.36      |
| 3    | ESP  | Juan Manuel Molina         | 1:19.44 (PB) |
| 4    | GER  | André Höhne                | 1:20.00 (PB) |
| 5    | TUN  | Hatem Ghoula               | 1:20.19 (SB) |
| 6    | RUS  | Vladimir Stankin           | 1:20.25      |
| 7    | POL  | Benjamin Kucinski          | 1:20.34 (PB) |
| 8    | MEX  | Eder Sánchez               | 1:20.45      |

| Rang | Land | Atleet            | Tijd         |
| ---- | ---- | ----------------- | ------------ |
| 1    | RUS  | Olimpiada Ivanova | 1:25.41 (WR) |
| 2    | BLR  | Ryta Toerava      | 1:27.05 (NR) |
| 3    | POR  | Susana Feitor     | 1:28.44 (SB) |
| 4    | ESP  | María Vasco       | 1:28.51 (SB) |
| 5    | CZE  | Barbora Dibelková | 1:29.05 (NR) |
| 6    | GRE  | Athiná Papayiánni | 1:29.21 (SB) |
| 7    | ITA  | Elisa Rigaudo     | 1:29.52      |
| 8    | ROU  | Claudia Stef      | 1:30.07      |

### 50 km snelwandelen
| Rang | Land | Atleet             | Tijd         |
| ---- | ---- | ------------------ | ------------ |
| 1    | RUS  | Sergej Kirdjapkin  | 3:38.08 (PB) |
| 2    | RUS  | Aleksej Vojevodin  | 3:41.25      |
| 3    | ITA  | Alex Schwazer      | 3:41.54 (NR) |
| 4    | NOR  | Trond Nymark       | 3:44.04 (NR) |
| 5    | CHN  | Zhao Chengliang    | 3:44.45      |
| 6    | MEX  | Omar Zepeda        | 3:49.01 (PB) |
| 7    | POL  | Roman Magdziarczyk | 3:49.55 (SB) |
| 8    | JPN  | Yuki Yamazaki      | 3:51.15      |

### 110 m horden/100 m horden
| Rang | Land | Atleet                 | Tijd  |
| ---- | ---- | ---------------------- | ----- |
| 1    | FRA  | Ladji Doucouré         | 13,07 |
| 2    | CHN  | Liu Xiang              | 13,08 |
| 3    | USA  | Allen Johnson          | 13,10 |
| 4    | USA  | Dominique Arnold       | 13,13 |
| 5    | USA  | Terrence Trammell      | 13,20 |
| 6    | USA  | Joel Brown             | 13,47 |
| 7    | JAM  | Maurice Wignall        | 13,47 |
| 8    | BRA  | Mateus Facho Inocêncio | 13,48 |

| Rang | Land | Atleet                 | Tijd  |
| ---- | ---- | ---------------------- | ----- |
| 1    | USA  | Michelle Perry         | 12,66 |
| 2    | JAM  | Delloreen Ennis-London | 12,76 |
| 3    | JAM  | Brigitte Foster-Hylton | 12,76 |
| 4    | GER  | Kirsten Bolm           | 12,82 |
| 5    | RUS  | Maria Korotejeva       | 12,93 |
| 6    | SWE  | Jenny Kallur           | 12,95 |
| 7    | RUS  | Irina Sjevtsjenko      | 12,97 |
|      | USA  | Joanna Hayes           | DSQ   |

### 400 m horden
| Rang | Land | Atleet              | Tijd       |
| ---- | ---- | ------------------- | ---------- |
| 1    | USA  | Bershawn Jackson    | 47,30 (PB) |
| 2    | USA  | James Carter        | 47,43 (PB) |
| 3    | JPN  | Dai Tamesue         | 48,10 (SB) |
| 4    | USA  | Kerron Clement      | 48,18      |
| 5    | FRA  | Naman Keïta         | 48,28      |
| 6    | RSA  | Louis Jacob van Zyl | 48,54      |
| 7    | PAN  | Bayano Kamani       | 50,18      |
|      | DOM  | Félix Sánchez       | DNF        |

| Rang | Land | Atleet                        | Tijd       |
| ---- | ---- | ----------------------------- | ---------- |
| 1    | RUS  | Joelia Petsjonkina            | 52,90 (WL) |
| 2    | USA  | Lashinda Demus                | 53,27 (PB) |
| 3    | USA  | Sandra Glover                 | 53,32 (PB) |
| 4    | POL  | Anna Jesień                   | 54,17      |
| 5    | CHN  | Huang Xiaoxiao                | 54,57      |
| 6    | BAR  | Andrea Blackett               | 55,06      |
| 7    | UKR  | Tetjana Teresjtsjoek-Antipova | 55,09 (SB) |
| 8    | POL  | Malgorzata Pskit              | 55,58      |

### 3000 m steeplechase
| Rang | Land | Atleet                | Tijd    |
| ---- | ---- | --------------------- | ------- |
| 1    | QAT  | Saif Saaeed Shaheen   | 8.13,31 |
| 2    | KEN  | Ezekiel Kemboi        | 8.14,95 |
| 3    | KEN  | Brimin Kipruto        | 8.15,30 |
| 4    | MAR  | Brahim Boulami        | 8.15,32 |
| 5    | NED  | Simon Vroemen         | 8.16,76 |
| 6    | ESP  | Antonio David Jiménez | 8.17,69 |
| 7    | KEN  | Paul Kipsiele Koech   | 8.19,14 |
| 8    | FRA  | Bouabdellah Tahri     | 8.19,96 |

| Rang | Land | Atleet              | Tijd         |
| ---- | ---- | ------------------- | ------------ |
| 1    | UGA  | Docus Inzikuru      | 9.18,24 (KR) |
| 2    | RUS  | Jekaterina Volkova  | 9.20,49 (PB) |
| 3    | KEN  | Jeruto Kiptum       | 9.26,95 (NR) |
| 4    | JAM  | Korene Hinds        | 9.33,30 (NR) |
| 5    | KEN  | Salome Chepchumba   | 9.37,39      |
| 6    | RUS  | Jelena Zadorozjnaja | 9.37,91      |
| 7    | ROU  | Cristina Casandra   | 9.39,52      |
| 8    | JAM  | Mardrea Hyman       | 9.39,66      |

### 4 x 100 m estafette
| Rang | Land | Atleten                                                             | Tijd       |
| ---- | ---- | ------------------------------------------------------------------- | ---------- |
| 1    | FRA  | Ladji Doucouré Ronald Pognon Eddy De Lépine Lueyi Dovy              | 38,08 (WL) |
| 2    | TRI  | Kevon Pierre Marc Burns Jacey Harper Darrel Brown                   | 38,10 (NR) |
| 3    | GBR  | Jason Gardener Marlon Devonish Christian Malcolm Mark Lewis-Francis | 38,27 (SB) |
| 4    | JAM  | Lerone Clarke Dwight Thomas Ainsley Waugh Michael Frater            | 38,28 (SB) |
| 5    | AUS  | Daniel Batman Joshua Ross Kristopher Neofytou Patrick Johnson       | 38,32 (SB) |
| 6    | AHO  | Geronimo Goeloe Charlton Rafaela Jairo Duzant Churandy Martina      | 38,45 (NR) |
| 7    | GER  | Alexander Kosenkow Marc Blume Tobias Unger Marius Broening          | 38,48 (SB) |
| 8    | JPN  | Shingo Suetsugu Shinji Takahira Tatsuro Yoshino Nobuharu Asahara    | 38,77      |

| Rang | Land | Atleten                                                                                       | Tijd       |
| ---- | ---- | --------------------------------------------------------------------------------------------- | ---------- |
| 1    | USA  | Angela Daigle Muna Lee Me'Lisa Barber Lauryn Williams                                         | 41,78 (WL) |
| 2    | JAM  | Daniele Browning Sherone Simpson Aleen Bailey Veronica Campbell                               | 41,99 (SB) |
| 3    | BLR  | Joelija Nestsjarenka Natallja Salahoeb Alena Newmjarzjytskaja Aksana Drahoen                  | 42,56 (NR) |
| 4    | FRA  | Patricia Buval Lina Jacques-Sébastien Fabé Dia Christine Arron                                | 42,85 (SB) |
| 5    | BRA  | Raquel Martins da Costa Lucimar Aparecida de Moura Thatiana Regina Ignâcio Luciana dos Santos | 42,99 (SB) |
| 6    | COL  | Melisa Murillo Felipa Palacios Darlenis Obregón Norma González                                | 43,07      |
| 7    | NGR  | Gloria Kemasuode Endurance Ojokolo Damola Osayomi Mercy Nku                                   | 43,25 (SB) |
| 8    | POL  | Iwona Dorobisz Daria Onysko Dorota Dydo Iwona Brzezinska                                      | 43,49      |

### 4 x 400 m estafette
| Rang | Land | Atleten                                                               | Tijd         |
| ---- | ---- | --------------------------------------------------------------------- | ------------ |
| 1    | USA  | Andrew Rock Derrick Brew Darold Williamson Jeremy Wariner             | 2.56,91 (WL) |
| 2    | BAH  | Nathaniel McKinney Avard Moncur Andrae Williams Christopher Brown     | 2.57,32 (NR) |
| 3    | JAM  | Sanjay Ayre Brandon Simpson Lansford Spence Davian Clarke             | 2.58,07 (SB) |
| 4    | GBR  | Timothy Benjamin Martyn Rooney Robert Tobin Malachi Davis             | 2.58,82 (SB) |
| 5    | POL  | Marcin Marciniszyn Robert Maćkowiak Piotr Rysiukiewicz Piotr Klimczak | 3.00,58      |
| 6    | FRA  | Leslie Djhone Naman Keïta Abderrahim El Haouzy Marc Raquil            | 3.03,10      |
| 7    | RUS  | Dmitri Forsjev Andrej Roednitski Oleg Misjoekov Jevgeni Lebedev       | 3.03,20      |
|      | TRI  | Ato Modibo Julieon Raeburn Renny Quow Damion Barry                    | DSQ          |

| Rang | Land | Atleten                                                                   | Tijd         |
| ---- | ---- | ------------------------------------------------------------------------- | ------------ |
| 1    | RUS  | Joelia Petsjonkina Olesja Forsjeva Natalja Antjoech Svetlana Pospelova    | 3.20,95      |
| 2    | JAM  | Shericka Williams Novlene Williams Ronetta Smith Lorraine Fenton          | 3.23,29 (SB) |
| 3    | GBR  | Lee McConnell Donna Fraser Nicola Sanders Christine Ohuruogu              | 3.24,44 (SB) |
| 4    | POL  | Anna Guzowska Monika Bejnar Grazyna Prokopek Anna Jesień                  | 3.24,49 (NR) |
| 5    | UKR  | Antonina Jefremova Oksana Iljoesjkina Lilija Lobanova Natalja Pyhyda      | 3.28,00      |
| 6    | GER  | Claudia Marx Claudia Hoffmann Corinna Fink Ulrike Urbansky                | 3.28,39      |
|      | BRA  | Maria Laura Almirão Geisa Aparecida Coutinho Josiane Tito Lucimar Teodoro | DSQ          |
|      | BLR  | Alena Newmjarzjytskaja Natallja Salahoeb Anna Kozak Ilona Oesovitsj       | DSQ          |

### Hoogspringen
| Rang | Land | Atleet             | Hoogte      |
| ---- | ---- | ------------------ | ----------- |
| 1    | UKR  | Joeri Krymarenko   | 2,32 m      |
| 2    | CUB  | Víctor Moya        | 2,29 m (PB) |
| 2    | RUS  | Jaroslav Rybakov   | 2,29 m      |
| 4    | CAN  | Mark Boswell       | 2,29 m (SB) |
| 5    | ITA  | Nicola Ciotti      | 2,29 m      |
| 5    | CZE  | Jaroslav Bába      | 2,29 m      |
| 7    | SWE  | Stefan Holm        | 2,29 m      |
| 8    | RUS  | Vjatsjelav Voronin | 2,29 m      |

| Rang | Land | Atleet            | Hoogte      |
| ---- | ---- | ----------------- | ----------- |
| 1    | SWE  | Kajsa Bergqvist   | 2,02 m (WL) |
| 2    | USA  | Chaunté Howard    | 2,00 m (PB) |
| 3    | SWE  | Emma Green        | 1,96 m (PB) |
| 4    | RUS  | Anna Tsjitsjerova | 1,96 m      |
| 5    | UKR  | Vita Palamar      | 1,93 m      |
| 6    | BEL  | Tia Hellebaut     | 1,93 m (SB) |
| 7    | UKR  | Vita Stopina      | 1,93 m (SB) |
| 8    | USA  | Amy Acuff         | 1,89 m      |

### Verspringen
| Rang | Land | Atleet                 | Afstand     |
| ---- | ---- | ---------------------- | ----------- |
| 1    | USA  | Dwight Phillips        | 8,60 m (SB) |
| 2    | GHA  | Ignisious Gaisah       | 8,34 m (NR) |
| 3    | FIN  | Tommi Evilä            | 8,25 m      |
| 4    | ESP  | Joan Lino Martínez     | 8,24 m      |
| 5    | FRA  | Salim Sdiri            | 8,21 m      |
| 6    | PAN  | Irving Saladino        | 8,20 m      |
| 7    | RSA  | Godfrey Khotso Mokoena | 8,11 m      |
| 8    | UKR  | Volodymyr Zjoeskov     | 8,06 m      |

| Rang | Land | Atleet             | Afstand     |
| ---- | ---- | ------------------ | ----------- |
| 1    | USA  | Tianna Madison     | 6,89 m (PB) |
| 2    | RUS  | Tatjana Kotova     | 6,79 m      |
| 3    | FRA  | Eunice Barber      | 6,76 m      |
| 4    | CUB  | Yargelis Savigne   | 6,69 m      |
| 5    | IND  | Anju Bobby George  | 6,66 m (SB) |
| 6    | RUS  | Oksana Oedmoertova | 6,53 m      |
| 7    | USA  | Grace Upshaw       | 6,51 m      |
| 8    | GBR  | Kelly Sotherton    | 6,42 m      |

### Polsstokhoogspringen
| Rang | Land | Atleet             | Hoogte      |
| ---- | ---- | ------------------ | ----------- |
| 1    | NED  | Rens Blom          | 5,80 m (SB) |
| 2    | USA  | Brad Walker        | 5,75 m      |
| 3    | RUS  | Pavel Gerasimov    | 5,65 m (SB) |
| 4    | RUS  | Igor Pavlov        | 5,65 m      |
| 5    | GER  | Tim Lobinger       | 5,50 m      |
| 6    | USA  | Nick Hysong        | 5,50 m      |
| 7    | ITA  | Giuseppe Gibilisco | 5,50 m      |
| 8    | JPN  | Daichi Sawano      | 5,50 m      |

| Rang | Land | Atleet            | Hoogte      |
| ---- | ---- | ----------------- | ----------- |
| 1    | RUS  | Jelena Isinbajeva | 5,01 m (WR) |
| 2    | POL  | Monika Pyrek      | 4,60 m      |
| 3    | CZE  | Pavla Hamáková    | 4,50 m      |
| 4    | RUS  | Tatjana Polnova   | 4,50 m (SB) |
| 5    | CHN  | Gao Shuying       | 4,50 m (SB) |
| 6    | CAN  | Dana Ellis        | 4,35 m      |
|      | POL  | Anna Rogowska     | 4,35 m      |
| 8    | FRA  | Vanessa Boslak    | 4,35 m      |

### Hink-stap-springen
| Rang | Land | Atleet            | Afstand      |
| ---- | ---- | ----------------- | ------------ |
| 1    | USA  | Walter Davis      | 17,57 m (SB) |
| 2    | CUB  | Yoandri Betanzos  | 17,42 m (SB) |
| 3    | ROU  | Marian Oprea      | 17,40 m      |
| 4    | BAH  | Leevan Sands      | 17,39 m      |
| 5    | FRA  | Karl Taillepierre | 17,27 m      |
| 6    | BRA  | Jadel Gregório    | 17,20 m      |
| 7    | USA  | Kenta Bell        | 17,11 m (SB) |
| 8    | CUB  | David Giralt      | 17,09 m      |

| Rang | Land | Atleet            | Afstand      |
| ---- | ---- | ----------------- | ------------ |
| 1    | JAM  | Trecia Smith      | 15,11 m (WL) |
| 2    | CUB  | Yargelis Savigne  | 14,82 m (PB) |
| 3    | RUS  | Anna Pjatych      | 14,78 m      |
| 4    | SUD  | Yamilé Aldama     | 14,72 m (SB) |
| 5    | GRE  | Hrysopiyi Devetzi | 14,64 m      |
| 6    | SEN  | Kene Ndoye        | 14,47 m (SB) |
| 7    | ALG  | Baya Rahouli      | 14,40 m      |
| 8    | ITA  | Magdelin Martinez | 14,31 m      |

### Speerwerpen
| Rang | Land | Atleet              | Afstand |
| ---- | ---- | ------------------- | ------- |
| 1    | EST  | Andrus Värnik       | 87,17 m |
| 2    | NOR  | Andreas Thorkildsen | 86,18 m |
| 3    | RUS  | Sergej Makarov      | 83,54 m |
| 4    | FIN  | Tero Pitkämäki      | 81,27 m |
| 5    | RUS  | Aleksandr Ivanov    | 79,14 m |
| 6    | LAT  | Ēriks Rags          | 78,77 m |
| 7    | LAT  | Ainars Kovals       | 77,61 m |
| 8    | GER  | Mark Frank          | 77,56 m |

| Rang | Land | Atleet               | Afstand      |
| ---- | ---- | -------------------- | ------------ |
| 1    | CUB  | Osleidys Menéndez    | 71.7 m (WR)  |
| 2    | GER  | Christina Obergföll  | 70,03 m (AR) |
| 3    | GER  | Steffi Nerius        | 65,96 m      |
| 4    | DEN  | Christina Scherwin   | 63,43 m (NR) |
| 5    | ITA  | Zahra Bani           | 62,75 m (PB) |
| 6    | FIN  | Paula Tarvainen      | 62,64 m (SB) |
| 7    | CUB  | Sonia Bisset         | 61,75 m      |
| 8    | GRE  | Aggelikí Tsiolakoúdi | 57,99 m      |

### Discuswerpen
| Rang | Land | Atleet             | Afstand      |
| ---- | ---- | ------------------ | ------------ |
| 1    | LTU  | Virgilijus Alekna  | 70,17 m (KR) |
| 2    | EST  | Gerd Kanter        | 68,57 m      |
| 3    | GER  | Michael Möllenbeck | 65,95 m      |
| 4    | EST  | Aleksander Tammert | 64,84 m      |
| 5    | USA  | Ian Waltz          | 64,27 m      |
| 6    | RSA  | Frantz Kruger      | 64,23 m      |
| 7    | USA  | Jarred Rome        | 64,22 m      |
| 8    | CAN  | Jason Tunks        | 63,77 m      |

| Rang | Land | Atleet                    | Afstand      |
| ---- | ---- | ------------------------- | ------------ |
| 1    | GER  | Franka Dietzsch           | 66,56 m (SB) |
| 2    | RUS  | Natalja Sadova            | 64,33 m      |
| 3    | CZE  | Věra Pospíšilová-Cechlová | 63,19 m      |
| 4    | NZL  | Beatrice Faumuina         | 62,73 m      |
| 5    | ROU  | Nicoleta Grasu            | 62,05 m      |
| 6    | CHN  | Ma Shuli                  | 61,33 m      |
| 7    | SCG  | Dragana Tomasevic         | 60,56 m      |
| 8    | UKR  | Olena Antonova            | 59,37 m      |

### Kogelstoten
| Rang | Land | Atleet             | Afstand      |
| ---- | ---- | ------------------ | ------------ |
| 1    | USA  | Adam Nelson        | 21,73 m (SB) |
| 2    | NED  | Rutger Smith       | 21,29 m      |
| 3    | GER  | Ralf Bartels       | 20,99 m      |
| 4    | USA  | Christian Cantwell | 20,87 m      |
| 5    | DEN  | Joachim Olsen      | 20,73 m      |
| 6    | FIN  | Ville Tiisanoja    | 20,57 m      |
| DQ   | UKR  | Joeri Bilonoh      | 20,89 m      |
| DQ   | BLR  | Andrej Michnevitsj | 20,74 m      |

| Rang | Land | Atleet              | Afstand |
| ---- | ---- | ------------------- | ------- |
| 1    | RUS  | Olga Rjabinkina     | 19,64 m |
| 2    | NZL  | Valerie Vili        | 19,62 m |
| 3    | GER  | Nadine Kleinert     | 19,07 m |
| 4    | CUB  | Yumileidi Cumbá     | 18,64 m |
| 5    | CHN  | Li Meiju            | 18,35 m |
| 6    | BLR  | Natallja Khoroneko  | 18,34 m |
| DQ   | BLR  | Nadzeja Astaptsjoek | 20,51 m |
| DQ   | RUS  | Svetlana Kriveljova | 19,16 m |

### Kogelslingeren
| Rang | Land | Atleet                 | Afstand      |
| ---- | ---- | ---------------------- | ------------ |
| 1    | BLR  | Ivan Tsichan           | 83,89 m (KR) |
| 2    | BLR  | Vadzim Dzevjatowski    | 82,60 m      |
| 3    | POL  | Szymon Ziółkowski      | 79,35 m (SB) |
| 4    | GER  | Markus Esser           | 79,16 m      |
| 5    | FIN  | Olli-Pekka Karjalainen | 78,77 m      |
| 6    | RUS  | Ilja Konovalov         | 78,59 m      |
| 7    | HUN  | Krisztián Pars         | 78,03 m      |
| 8    | RUS  | Vadim Chersontsev      | 77,59 m      |

| Rang | Land | Atleet             | Afstand      |
| ---- | ---- | ------------------ | ------------ |
| 1    | RUS  | Olga Koezenkova    | 75,10 m (SB) |
| 2    | CUB  | Yipsi Moreno       | 73,08 m      |
| 3    | RUS  | Tatjana Lysenko    | 72,46 m      |
| 4    | FRA  | Manuela Montebrun  | 71,41 m      |
| 5    | CHN  | Zhang Wenxiu       | 69,82 m      |
| 6    | UKR  | Iryna Sekatsjova   | 69,65 m      |
| 7    | POL  | Kamila Skolimowska | 68,96 m      |
| 8    | TRI  | Candice Scott      | 66,55 m      |

### Tienkamp/zevenkamp
| Rang | Land | Atleet              | Punten      |
| ---- | ---- | ------------------- | ----------- |
| 1    | USA  | Bryan Clay          | 8732 p (WL) |
| 2    | CZE  | Roman Šebrle        | 8521 p      |
| 3    | HUN  | Attila Zsivóczky    | 8385 p      |
| 4    | GER  | André Niklaus       | 8316 p (PB) |
| 5    | RUS  | Aleksandr Pogorelov | 8246 p      |
| 6    | EST  | Kristjan Rahnu      | 8223 p      |
| 7    | FRA  | Romain Barras       | 8087 p      |
| 8    | CZE  | Tomáš Dvořák        | 8068 p      |

| Rang | Land | Atleet            | Punten      |
| ---- | ---- | ----------------- | ----------- |
| 1    | SWE  | Carolina Klüft    | 6887 p (SB) |
| 2    | FRA  | Eunice Barber     | 6824 p      |
| 3    | GHA  | Margaret Simpson  | 6375 p      |
| 4    | LTU  | Austra Skujytė    | 6360 p      |
| 5    | GBR  | Kelly Sotherton   | 6325 p      |
| 6    | FRA  | Marie Collonvillé | 6248 p (SB) |
| 7    | POR  | Naide Gomes       | 6189 p      |
| 8    | NED  | Karin Ruckstuhl   | 6174 p      |

## Prijzengeld
De IAAF had een premie uitgeloofd van 100.000 voor het verbeteren een wereldrecord. Bij elke wedstrijd hadden de eerste acht deelnemers recht op een bedrag in prijzengeld.
| Premie in Amerikaanse dollar | Premie in Amerikaanse dollar | Premie in Amerikaanse dollar | Premie in Amerikaanse dollar |
| Plaats                       | Individuele discipline       | Estafettelopen               | Marathon-Cup                 |
| ---------------------------- | ---------------------------- | ---------------------------- | ---------------------------- |
| 1                            | 60.000                       | 80.000                       | 20.000                       |
| 2                            | 30.000                       | 40.000                       | 15.000                       |
| 3                            | 20.000                       | 20.000                       | 12.000                       |
| 4                            | 15.000                       | 16.000                       | 10.000                       |
| 5                            | 10.000                       | 12.000                       | 8.000                        |
| 6                            | 6.000                        | 8.000                        | 6.000                        |
| 7                            | 5.000                        | 6.000                        | -                            |
| 8                            | 4.000                        | 4.000                        | -                            |

## Afkortingenlijst
- WR: Wereldrecord
- KR: Kampioenschapsrecord
- AR: Werelddeelrecord
- NR: Nationaal record
- WJR: Wereld jeugdrecord
- WL: Beste jaarprestatie
- PB: Persoonlijk record
- SB: Beste seizoensprestatie
- DSQ: Gediskwalificeerd
- DNF: Niet gefinisht

## Medailleklassement
| Plaats | Land                 | Goud | Zilver | Brons | Totaal |
| 1      | Verenigde Staten     | 14   | 8      | 3     | 25     |
| 2      | Rusland              | 7    | 8      | 5     | 20     |
| 3      | Ethiopië             | 3    | 4      | 2     | 9      |
| 4      | Cuba                 | 2    | 4      | 0     | 6      |
| 5      | Wit-Rusland          | 2    | 2      | 1     | 5      |
| 6      | Frankrijk            | 2    | 1      | 4     | 7      |
| 7      | Zweden               | 2    | 0      | 1     | 3      |
| 8      | Bahrein              | 2    | 0      | 0     | 2      |
| 9      | Jamaica              | 1    | 5      | 2     | 8      |
| 10     | Kenia                | 1    | 2      | 4     | 7      |
| 11     | Marokko              | 1    | 2      | 0     | 3      |
| 12     | Duitsland            | 1    | 1      | 3     | 5      |
| 13     | Bahama's             | 1    | 1      | 0     | 2      |
| 13     | Estland              | 1    | 1      | 0     | 2      |
| 13     | Nederland            | 1    | 1      | 0     | 2      |
| 16     | Verenigd Koninkrijk  | 1    | 0      | 2     | 3      |
| 17     | Ecuador              | 1    | 0      | 0     | 1      |
| 17     | Litouwen             | 1    | 0      | 0     | 1      |
| 17     | Qatar                | 1    | 0      | 0     | 1      |
| 17     | Oeganda              | 1    | 0      | 0     | 1      |
| 17     | Oekraïne             | 1    | 0      | 0     | 1      |
| 22     | Tsjechië             | 0    | 1      | 2     | 3      |
| 23     | Ghana                | 0    | 1      | 1     | 1      |
| 23     | Polen                | 0    | 1      | 1     | 2      |
| 23     | Spanje               | 0    | 1      | 1     | 2      |
| 26     | Noorwegen            | 0    | 1      | 0     | 1      |
| 26     | China                | 0    | 1      | 0     | 1      |
| 26     | Tanzania             | 0    | 1      | 0     | 1      |
| 26     | Trinidad en Tobago   | 0    | 1      | 0     | 1      |
| 30     | Japan                | 0    | 0      | 2     | 2      |
| 30     | Portugal             | 0    | 0      | 2     | 2      |
| 30     | Roemenië             | 0    | 0      | 2     | 2      |
| 33     | Australië            | 0    | 0      | 1     | 1      |
| 33     | Canada               | 0    | 0      | 1     | 1      |
| 33     | Finland              | 0    | 0      | 1     | 1      |
| 33     | Hongarije            | 0    | 0      | 1     | 1      |
| 33     | Italië               | 0    | 0      | 1     | 1      |
| 33     | Mexico               | 0    | 0      | 1     | 1      |
| 33     | Nieuw-Zeeland        | 0    | 0      | 1     | 1      |
| 33     | Saint Kitts en Nevis | 0    | 0      | 1     | 1      |
| Totaal | Totaal               | 47   | 48     | 46    | 141    |

1983 · 
1987 · 
1991 · 
1993 · 
1995 · 
1997 · 
1999 · 
2001 · 
2003 · 
2005 · 
2007 · 
2009 · 
2011 · 
2013 · 
2015 · 
2017 · 
2019 · 
2022 · 
2023